# ENPPI Club
L’Engineering for the Petroleum and Process Industries Club, abbreviato in ENPPI Club (in arabo نادي إنبي), è una società calcistica egiziana del Cairo, la cui sede è presso il distretto petrolifero cittadino di Nasr.  Milita nella Prima Lega, la massima divisione del campionato egiziano di calcio.
Fondato nel 1980, ha vinto 2 Coppe d'Egitto.

## Palmarès

### Competizioni nazionali
- Coppa d'Egitto: 2

2004-2005, 2010-2011

### Altri piazzamenti
- Campionato egiziano:

Secondo posto: 2004-2005
Terzo posto: 2005-2006, 2014-2015
- Coppa d'Egitto:

Finalista: 2007-2008, 2008-2009
Semifinalista: 2016
- Supercoppa d'Egitto:

Finalista: 2005, 2006, 2012
- Coppa della Confederazione CAF:

Semifinalista: 2009
- Champions League araba:

Finalista: 2005-2006

## Competizioni CAF
- CAF Champions League:

2006: turno preliminare
- Coppa della Confederazione CAF

2007: primo turno
2009: - semifinale

## Organico

### Calciatori in rosa
Aggiornato al 1º febbraio 2019
| N. |                    | Ruolo | Calciatore                  |
| -- | ------------------ | ----- | --------------------------- |
| 1  | Egitto (bandiera)  | P     | Abdel Aziz El Baalouti      |
| 2  | Egitto (bandiera)  | D     | Ali Fawzy                   |
| 4  | Egitto (bandiera)  | D     | Ibrahim Yehia               |
| 5  | Egitto (bandiera)  | D     | Abdelrahman Amer            |
| 6  | Egitto (bandiera)  | C     | Salah Soliman (3º capitano) |
| 7  | Egitto (bandiera)  | C     | Ahmed Shokry                |
| 9  | Egitto (bandiera)  | A     | Arafa El Sayed              |
| 10 | Liberia (bandiera) | C     | Tonia Tisdell               |
| 11 | Egitto (bandiera)  | A     | Mohamed Bassiouny           |
| 13 | Egitto (bandiera)  | C     | Mohamed Orabi               |
| 15 | Egitto (bandiera)  | D     | Osama Galal                 |
| 16 | Egitto (bandiera)  | P     | Amr Hossam                  |
| 17 | Egitto (bandiera)  | A     | Omar Bassam                 |
| 18 | Egitto (bandiera)  | A     | Mohamed Shika               |
| 19 | Egitto (bandiera)  | D     | Ahmed Abdel Aziz            |

| N. |                     | Ruolo | Calciatore                     |
| -- | ------------------- | ----- | ------------------------------ |
| 20 | Egitto (bandiera)   | A     | Mahmoud Kaoud                  |
| 21 | Burundi (bandiera)  | A     | Fiston Abdul Razak             |
| 22 | Egitto (bandiera)   | C     | Ahmed El Agouz (vice-capitano) |
| 23 | Tanzania (bandiera) | C     | Himid Mao Mkami                |
| 24 | Egitto (bandiera)   | C     | Mahmoud Ghaly                  |
| 26 | Egitto (bandiera)   | C     | Hesham Adel                    |
| 27 | Egitto (bandiera)   | P     | Mahmoud Gad                    |
| 28 | Egitto (bandiera)   | C     | Mohamed Rizk                   |
| 30 | Egitto (bandiera)   | A     | Omar Fathi                     |
| 31 | Egitto (bandiera)   | C     | Abdelrahman Emad               |
| 32 | Egitto (bandiera)   | D     | Karim Fouad                    |
| 34 | Egitto (bandiera)   | C     | Abdallah Adel                  |
| 35 | Egitto (bandiera)   | C     | Ziad Kamal                     |
| 37 | Egitto (bandiera)   | A     | Amr Nasser                     |

## Rosa 2011-2012
| N. |                           | Ruolo | Calciatore         |
| -- | ------------------------- | ----- | ------------------ |
| 1  | Egitto (bandiera)         | P     | Al-Mahdy Soliman   |
| 2  | Egitto (bandiera)         | D     | Amr Fahim          |
| 6  | Egitto (bandiera)         | D     | Islam Awad         |
| 7  | Egitto (bandiera)         | A     | Ahmed Abd El-Zaher |
| 10 | Egitto (bandiera)         | C     | Adel Moustafa      |
| 11 | Costa d'Avorio (bandiera) | A     | Zeka Goore         |
| 12 | Egitto (bandiera)         | D     | Abdallah Ragab     |
| 13 | Mozambico (bandiera)      | D     | Mano               |
| 14 | Egitto (bandiera)         | C     | Ahmed Mostafa      |
| 17 | Egitto (bandiera)         | A     | Ahmed Raouf        |
| 19 | Egitto (bandiera)         | C     | Nader El-Aashry    |
| 21 | Costa d'Avorio (bandiera) | A     | Vincent Die Foneye |
| 24 | Egitto (bandiera)         | D     | Osama Ragab        |
| 26 | Egitto (bandiera)         | D     | Abdelaziz Tawfik   |

| N. |                   | Ruolo | Calciatore           |
| -- | ----------------- | ----- | -------------------- |
| 27 | Egitto (bandiera) | C     | Ahmed Al-Muhammadi   |
| 31 | Egitto (bandiera) | D     | Ayman Said           |
| 35 | Egitto (bandiera) | C     | Mostafa Galal        |
| -  | Egitto (bandiera) | C     | Ahmed Sobhi          |
| -  | Egitto (bandiera) | P     | Amer Mohamed Amer    |
| -  | Egitto (bandiera) | D     | Reda Gomaa           |
| -  | Egitto (bandiera) | D     | Sameh Abd El-Fadil   |
| -  | Egitto (bandiera) | D     | Ramy Sabry           |
| -  | Egitto (bandiera) | C     | Ahmed Said           |
| -  | Egitto (bandiera) | C     | Abd El-Aziz Mohamed  |
| -  | Egitto (bandiera) | C     | Hassan Mahmoud       |
| -  | Egitto (bandiera) | A     | Ahmed Mostafa Shemma |
| -  | Egitto (bandiera) | A     | Mostafa Gaafar       |
| -  | Egitto (bandiera) | A     | Alaa Issa            |